# Saint-Léger-Bridereix
Saint-Léger-Bridereix ist eine Gemeinde in Frankreich. Sie gehört zur Region Nouvelle-Aquitaine, zum Département Creuse, zum Arrondissement Guéret und zum Kanton La Souterraine.

## Geografie und Infrastruktur
Die Gemeinde grenzt im Norden an Saint-Germain-Beaupré, im Nordosten an Sagnat, im Osten an Colondannes, im Südosten an Naillat, im Süden an Noth und im Westen an Saint-Agnant-de-Versillat. Die vormalige Route nationale 151bis führt über Saint-Léger-Bridereix.

## Bevölkerungsentwicklung
| Jahr      | 1962 | 1968 | 1975 | 1982 | 1990 | 1999 | 2008 | 2013 |
| --------- | ---- | ---- | ---- | ---- | ---- | ---- | ---- | ---- |
| Einwohner | 281  | 262  | 236  | 210  | 184  | 174  | 189  | 211  |